# زانکت رومان
زانکت رومان (به آلمانی: Sankt Roman) یک منطقهٔ مسکونی در اتریش است که در ناحیه شاردینگ واقع شده‌است. زانکت رومان ۳۱٫۷۷ کیلومتر مربع مساحت دارد ۵۶۹ متر بالاتر از سطح دریا واقع شده‌است.